# Alethe diademata
Alethe diademata е вид птица от семейство Turdidae.

## Разпространение
Видът е разпространен в Кот д'Ивоар, Гана, Гвинея, Гвинея-Бисау, Либерия, Сенегал, Сиера Леоне и Того.